# Филаделфия (Азия)
Вижте пояснителната страница за други значения на Филаделфия.
Филаделфия (Philadelphia; Philadelpheia; гръцки: Φιλαδελφία или Φιλαδελφεῖα) е древен град в Лидия в Мала Азия (днес Турция). Той се намирал южно от Kogamis в подножието на Тмол (планина) на пътя между Сарди и Kolossai, на мястото на днешен Alaşehir в провинция Маниса.
Филаделфия е основана през 2 век пр.н.е. от пергамският цар Атал II. Името му (Philadelphia = „Братска обич“) е дадено за тясната връзка между Атал и брат му Евмен II.
Градът е разрушаван често от земетресения и по времето на Страбон (63 г. пр.н.е. – 23 г.) е бил почти напълно разрушен. Градът е непрекъснато възстановяван. През 1 век тук се събира една пра-християнска община, за която става дума в Откровението на Йоан. Градът се защитава като последен византийски град в Мала Азия до 1390 г. против османите. Когато Филаделфия пада, останала част на Мала Азия се намира вече от 50 години под османско господство (с изключение на Трапезундската империя, което османите завладяват чак през 1461 г.) Под османско владение градът е преименуван в Alaşehir („Град на Бог“ или „Град на Алах“).
Когато монголският кан Тимур (Тамерлан, + 1405 г.) унищожава малоазиатските християнски общини, Филаделфия е спасена като по чудо. Населението на малкия град е единственото, което запазва, сред мюсюлманското население в региона, християнската си вяра. Доказано е, че общината съществува до началото на 20 век.
Тамошната пра-християнска община е, както тази в Ефес, една от Седемте общини в Мала Азия (2 и 3 капител). Към общината от Филаделфия е отправено посланието в Откровението на Йоан (3,7 – 13) (с най-познатото изречение: „Виж, аз отворих пред теб една врата, и никой не може да я затвори“ (Откр. 3, 8).
В него се изтъква нейната устойчивост по време на преследването на християните.